# La Relève (revue)
Pour les articles homonymes, voir La Relève.
La Relève est une revue littéraire fondée par Paul Beaulieu, Robert Charbonneau et Claude Hurtubise, en 1934. Elle constitue un cahier littéraire mensuel, fondé par des jeunes formés par les Jésuites, au Collège Sainte-Marie de Montréal. Les principaux collaborateurs québécois à la revue, en plus du noyau que forment les trois fondateurs, sont Robert Élie, Roger Duhamel, Hector de Saint-Denys Garneau, Jean Le Moyne. Les collaborateurs venant de l'étranger sont Daniel-Rops, Jacques Maritain, Emmanuel Mounier. D'autres viendront s'ajouter, lorsque la revue devient La Nouvelle Relève en 1941.

## Histoire
Dans les "Positions" publiées dans son premier cahier, La Relève se présente comme une "revue de jeunes" et s'avère l'une des premières revues québécoises à souligner l'aspect générationnel de son entreprise. Elle s'inscrit ainsi dans le développement des mouvements de jeunesse qui a caractérisé l'entre-deux-guerres dans le monde occidental. La revue exprime d'ailleurs sa volonté d'être en contact étroit avec les "jeunes catholiques du monde entier". En exprimant le besoin ressenti chez les jeunes d'un "groupement national catholique indépendant", qui aurait pour but de "développer dans ce pays un art, une littérature, une pensée dont l'absence commence à nous peser", La Relève « se présente au public, comme la première revue de jeunes qui ne soit ni une affaire de collège, ni le porte-parole des opinions d'un groupe particulier » 
La volonté de concilier catholicisme et littérature fut au cœur du projet de La Relève, ceci en préservant tant bien que mal les exigences propres à chacune des sphères, non sans dilemmes et tensions. Les collaborateurs de la revue souhaitent ainsi "vivre leur catholicisme intégralement"
La revue fut créée pour combler le vide spirituel causé par l'absence d'un art, d'une littérature et d'une pensée propre au Québec. Leur groupe constituait donc un mouvement de pensée qui ressentira le besoin de s'exprimer sur la question sociale et politique, sans jamais perdre de vue leur visée culturelle, spirituelle et catholique, jusqu'à la fin de la revue, en 1948.

## Idéologie
Le désir des collaborateurs de la revue est celui d'un humanisme idéaliste. En effet, la revue « brise avec la tradition du milieu qui se contentait d'expédients idéologiques et de solutions de repli. La revue propose en quelque sorte un vécu à partager qui se traduit par une inquiétude, sinon une angoisse. » Ainsi, La Relève s'attache à vouloir régénérer l'homme de l'intérieur, en le sortant de l'impasse qu'est la mécanisation de l'être, en redonnant la primauté des valeurs spirituelles sur le social, l'économique ou le politique.